# Погосян, Юра Вагаршакович
Юра Вагаршакович Погосян (арм. Յուրա Վաղարշակի Պողոսյան, 8 апреля 1961, Котово, Волгоградская область — 12 июня 1992, Ханабад, Нагорный Карабах) — участник Первой карабахской войны, Национальный Герой Армении (1996, посмертно) и Герой Арцаха (2002, посмертно).

## Биография и деятельность
Юра Погосян родился 8 апреля 1961 года в городе Котово, Волгоградская область, РСФСР.
Детство и юность Погосяна проходили в городе Степанакерте, Нагорно-Карабахской Автономной Области Азербайджанская ССР.Окончив школу, стал работать в авторемонтной мастерской.
В 1983 год — открыл собственную мастерскую, которая в будущем стала одной из оружейных мастерских Карабахского движения. В 1990 год в Гадрутском районе сделанное им оружие впервые было применено, когда азербайджанские омоновцы при поддержке советских войск пытались силой депортировать армян.
В 1991—1992 годы Погосян был командиром 4-й роты Агджакенда (Армии НКР). Участвовал в боевых действиях в Кичане, Сырхавенде, Мартуни (ныне Ходжавенд), Чартаре (официально Гюнейчартар), Дашалты, Ханабаде, Храморте (ныне Пирляр), Киркиджане (официально Кяркиджахан) и в боях за Шушу. Во время боев в Кяркиджахане Юрий Погосян прямой наводкой из БМП уничтожил азербайджанский танк Т-72. Юра стал командиром первой БМП, конфискованной у противника.
В 1992 году погиб на фронте Аскеран—Нахичеваник (ныне Нахчыванлы), во время боя, возле Хнапата (Ханабада), БМП Погосяна уничтожили три БМП противника.
Похоронен на кладбище в Степанакерте (Ханкенди).

## Награды
- Орден «Боевой Крест 1-й степени» (НКР)[9].
- Национальный Герой Армении (20 сентября 1996, посмертно) — за выдающиеся заслуги перед родиной.
- Герой Арцаха (2002, посмертно).
- Орден «Золотой Орел» (2002, посмертно).